# Dreka
La zone non incorporée de Dreka est située dans le comté de Shelby, dans l’État du Texas, aux États-Unis.